# Carino Pietro da Balsamo
Carino Pietro da Balsamo (Balsamo, XIII secolo – Forlì, 1º aprile 1293) è stato un religioso italiano, venerato come beato dalla Chiesa cattolica, famoso per essere stato l'uccisore del domenicano san Pietro da Verona.

## Biografia
Pietro da Balsamo, noto anche col nome di Carino, viene descritto come un astuto campagnolo, rozzo e avido, assoldato nel 1252 per venticinque milanesi da Giacomo Leclusa col compito di uccidere Pietro da Verona, nominato Inquisitore di Lombardia da papa Gregorio IX, nel 1232.
Sceltosi come complice un tale Albertino, si portò con lui a Como, facendosi ricevere dai frati del convento in cui lo stesso Pietro da Verona era priore. Scoperto che questi la mattina del 6 aprile sarebbe partito alla volta di Milano, dispose di conseguenza l'agguato, che si sarebbe consumato nei boschi nei pressi di Seveso. Pietro da Verona, che era partito insieme a tre conversi, raggiunse Meda verso mezzogiorno: due di loro rimasero a rifocillarsi presso una famiglia amica, mentre Pietro, in compagnia di fra Domenico, dopo aver fatto visita al monastero di San Vittore riprese il cammino verso Milano, precedendo di poco i due compagni. Addentratisi nel bosco, scattò l'agguato; tuttavia Albertino, preso da terrore, fuggì incontro agli altri due frati che procedevano in ritardo, riferendo quanto stava accadendo. Carino si trovò pertanto da solo a compiere l'omicidio e si accanì dapprima contro Pietro, sfondandogli il cranio con un colpo di falcastro, dopodiché pugnalò fra' Domenico, che fuggiva gridando aiuto. Quest'ultimo sarebbe poi anch'egli deceduto, sei giorni più tardi, a Meda, dov'era stato trasportato.

Le reliquie fanno il loro ingresso nel santuario di San Martino in Balsamo

Disarmato e arrestato, Carino venne condotto a Milano, in cui il popolo era insorto contro la setta degli eretici, responsabili dell'accaduto. Lo stesso podestà di Milano Oldrado da Tresseno fu coinvolto in prima persona nei tragici eventi, tanto che nel giro di una decina di giorni sarebbe stato complice della fuga dal carcere di Carino, che si sottrasse così al processo; accusato direttamente, fu destituito come podestà. Carino, invece, partì per Roma, con l'intento di chiedere l'assoluzione per la propria colpa. Tuttavia si ammalò gravemente una volta giunto a Forlì: venne pertanto ricoverato nell'Ospizio di San Sebastiano, dove confessò l'accaduto al priore dei frati domenicani, chiedendo l'assoluzione. Questi, constatato il pentimento, gli strappò la promessa che, se fosse riuscito a guarire, si sarebbe redento e si sarebbe ordinato converso. Una volta guarito, Carino entrò così nel convento di San Giacomo, in cui avrebbe trascorso i successivi quarant'anni della sua vita, fino alla morte, in umiltà e penitenza, condividendo il proprio percorso con il beato Giacomo Salomoni, asceta, mistico e detto padre dei poveri.
Il sincero pentimento di Pietro Carino e la sua così radicale trasformazione nel proprio intimo fecero sì che alla sua morte egli diventasse oggetto di venerazione, venendo in seguito nel 1822 riconosciuto come beato.

## Culto

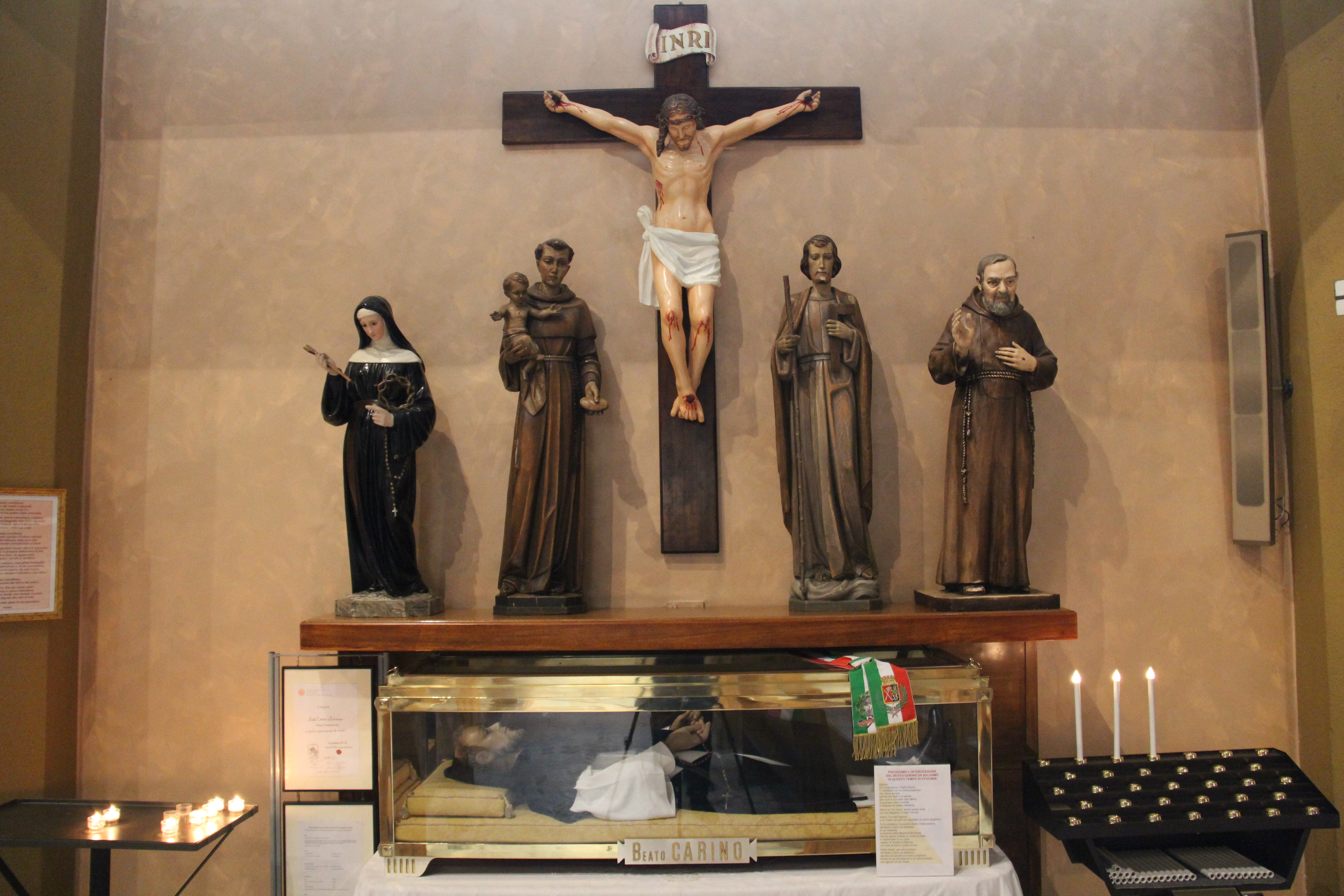
L'altare con le statue dei Santi e l'urna del beato Carino nella nuova chiesa di San Martino in Balsamo

Dato che non se ne conosce con certezza il giorno della morte, avvenuta a Forlì nel 1293, la memoria liturgica è oggi celebrata il giorno 28 aprile, data della traslazione del capo di Carino e di altre reliquie dal Duomo di Forlì a Cinisello Balsamo, nel santuario di San Martino in Balsamo, per interessamento dell'allora parroco locale, don Emilio Griffini.
Il corpo di Carino continuò ad essere custodito nella Cattedrale di Forlì fino al 4 novembre 1964, quando - su interessamento di don Piero Carcano, parroco di Balsamo - fu ricomposto in un simulacro e rivestito dell'abito dei Domenicani, insieme al capo e alle restanti reliquie (conservate dal 1934 nel santuario di San Martino); il tutto fu conservato dentro un'urna di metallo e vetri collocata sotto l'altare della cripta della nuova chiesa parrocchiale di San Martino in Balsamo. Alla fine degli anni Novanta l'urna è stata traslata nella parete di sinistra, al centro della navata. Il 28 gennaio 2013 iniziò la ricognizione canonica ad opera di monsignor Giordano Ronchi, custode delle sacre reliquie della Curia di Milano, in cui si è effettuato il consolidamento e la catalogazione delle reliquie del beato Carino da Balsamo. Il suo simulacro, contenente per intero il suo corpo, fu restaurato e solennemente esposto dal 20 maggio al 3 giugno dello stesso anno nell'area dell'altare. Nel 2014 è stato ricollocato nella sua precedente sede.
Il falcastro, arma adoperata da Carino da Balsamo per il delitto, è tuttora conservato presso la cripta del santuario di San Pietro Martire a Seveso.